# Heidi Diethelm Gerber
Heidi Diethelm Gerber (* 20. März 1969 in Münsterlingen) ist eine ehemalige Schweizer Sportschützin. Ihre Disziplinen waren Luftpistole und Sportpistole. Sie gehörte der Nationalmannschaft von Swiss Shooting an. Beim ISSF-Weltcup 2014 gewann sie eine Goldmedaille, bei den Olympischen Sommerspielen 2016 eine Bronzemedaille.

## Biografie
Heidi Diethelm Gerber schiesst seit 2003 und war seit 2008 Mitglied des Nationalkaders. Ihr Coach war Claudia Verdicchio-Krause. Sie ist mit ihrem ehemaligen Trainer Ernst Gerber verheiratet, der auch ihr persönlicher Coach war. Sie hat an mehreren National-, Europa- und Weltmeisterschaften teilgenommen.
Nach den Olympischen Spielen 2021 trat sie vom Wettkampfsport zurück.
Ab 2021 war sie Leiterin der Abteilung Pistole und Trainerin der olympischen und nichtolympischen Disziplinen Pistole beim Schweizer Schiesssportverband. Auf Ende 2024 tritt sie aus persönlichen Gründen zurück.
Diethelm Gerber ist gelernte Hotelkauffrau und arbeitete als Kauffrau im Rechnungswesen.

## Erfolge
- Olympische Sommerspiele 2016, Rio de Janeiro: 3. Rang (25 m Sportpistole)[3]
- Schweizer Meisterschaften 2014, Thun: 1. Rang (25 m Sportpistole)[4]
- Schweizer Meisterschaften 2014, Bern: 1. Rang (Luftpistole)[5]
- Weltcup 2014, Fort Benning: 1. Rang[6]
- Weltcup 2013, München: 3. Rang[7]
- Europameisterschaften 2013, Osijek: 1. Rang[8]
- Europameisterschaften 2011, Belgrad: 1. Rang[9]